# 乔治·查金思
乔治·查金思（英語：George Chakiris，1932年9月16日—），美国男演员，他最出名的是在1961年电影版《西城故事》中饰演鲨鱼帮的首领貝納多（Bernardo）。查金思凭借此角色获奥斯卡最佳男配角奖和金球獎最佳電影男配角。:3